# Jane Lancaster
Jane Lancaster ist eine ehemalige britische Sängerin, die einige Singles unter ihrem Vornamen veröffentlichte.

## Karriere
Der im Mai 1983 unter dem Namen Jane erschienene Popsong It’s a Fine Day aus der Feder Edward Bartons stand im Juni des Jahres eine Woche auf Platz 87 der UK-Charts. Im September folgte das Album Jane and Barton, auf dem sich neben It’s a Fine Day weitere sechs von Barton geschriebene Lieder befinden, darunter auch das ebenfalls im September ausgekoppelte I Want to Be with You, das unbeachtet blieb.
Zusammen mit Barton, Gerald Simpson und Viv Dixon bildete Lancaster 1990 das Projekt All of My Life und veröffentlichte den gleichnamigen Dancetrack. Daraufhin zog sich die Sängerin aus dem Musikgeschäft zurück und widmet sich Gerüchten zufolge seither den Zeugen Jehovas.
1992 hatte die Band Opus III mit einer Coverversion von It’s a Fine Day einen weltweiten Hit.

## Diskografie
Album
- 1983: Jane and Barton (als Jane and Barton, mit Edward Barton; Cherry Red 53; VÖ: September)

Singles
- 1983: It’s a Fine Day (als Jane; VÖ: Mai)
- 1983: I Want to Be with You (als Jane and Barton; VÖ: September)
- 1990: All of My Life (als All of My Life)